# Bhimsen Thapa

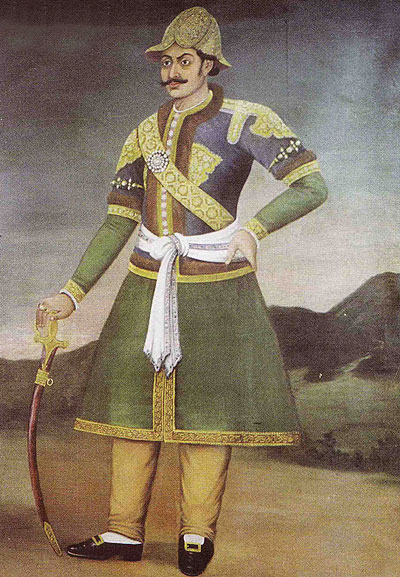
Bhimsen Thapa, „Mukhtiyar“ von 1806 bis 1837

Bhimsen Thapa anhörenⓘ (Nepali:भीमसेन थापा; geboren im August 1775 im Dorf Pipal Thok im Distrikt Gorkha; gestorben am 5. August 1839 in Kathmandu) war von 1806 bis 1837 der Regierungschef des Königreich Gorkhas (heutiges Nepal).
Bhimsen stieg zur Macht auf und arbeitete im Jahr 1799 als persönlicher Sekretär von König Rana Bahadur Shah, als dieser zugunsten seines zweijährigen Sohnes abdankte, um diesem die rechtmäßige Thronfolge zu sichern. Als er sich umentschied und den Thron erneut besteigen wollte, wurde er 1800 ins Exil gezwungen nach Varanasi in Britisch-Indien gezwungen, wohin ihn Bhimsen begleitete. Von dort aus verhalf Bhimsen dem ehemaligen König bei der Rückkehr an die Macht im Jahr 1804. Aus Dankbarkeit machte Rana Bahadur Bhimsen zu einem Kaji der neu gebildeten Regierung. Mithilfe des Ministeramts konnte Bhimsen Gegner von Rana Bahadur verfolgen und sich deren Besitztümer aneignen. Im Jahr 1806 wurde de-fakto-Machthaber Rana Bahadur auch offiziell zum „Mukhtiyar“ ernannt, was ihn zur Obersten ausführenden Gewalt im Staat machte. Die Position war die eines Regierungschefs für den amtierenden König und wird daher mit dem eines heutigen Premierministers gleichgesetzt. Der erste „Mukhtiyar“, der sich nach britischem Abkommen als Premierminister bezeichnen sollte, war jedoch Bhimsens Neffe Madhabar Singh Thapa, ebenfalls De-facto-Herrscher Nepals. Nach Rana Bahadurs Ermordung durch seinen Stiefbruder im selben Jahr sah sich Bhimsen dazu veranlasst, seine politischen Gegner zu verfolgen, wobei im Verlauf von zwei Wochen dreiundneunzig Menschen massakriert wurden. Anschließend beanspruchte Bhimsen Thapa den Titel des „Mukhtiyar“ für sich selbst.
In seiner daraufhin folgenden Amtszeit erreichte das Gorkha-Reich seine größte Ausdehnung vom Sutlej im Westen bis zum Teesta im Osten. Jedoch trat Gorkha in den katastrophalen Gurkha-Krieg mit der Ostindischen Gesellschaft ein, der von 1814 bis 1816 dauerte und mit dem Vertrag von Sugauli beendet wurde. Hierdurch verlor Gorkha fast ein Drittel seines Landes. Es führte auch zur Errichtung einer dauerhaften British Residency, der über Jahrzehnte hinweg einzigen westlichen Botschaft im Land. Im Jahr 1816, vor seiner Volljährigkeit, starb König Rana Bahadurs Sohn Girvan Yuddha Bikram Shah an den Pocken. Dies erlaubte es Bhimsen Thapa, weiterhin zu regieren, trotz der Niederlage im erwähnten anglo-nepalesischen Krieg. Der Erbe Girvans, König Rajendra Bikram Shah, war erneut minderjährig. Unterstützt wurde Bhimsen in seinem Anspruch von Königin Tripurasundari, der Witwe Rana Bahadurs. Die Aristokratie des Landes spielte Bhimsen Thapa gegeneinander aus, was ebenfalls seine Macht sicherte.
Mit dem Tod von Königin Tripurasundari im Jahr 1832 und der Volljährigkeit von König Rajendra im selben Jahr, wurde Bhimsens Macht hingegen stark geschwächt. Verschwörungen und Machtkämpfe mit rivalisierenden Höflingen (besonders die Pandi-Familie, die Bhimsen Thapa für den Tod von Damodar Pandi 1804 verantwortlich machte) führten schließlich zu seiner Haft, Folterung und Selbstmord im Jahr 1839. Die gerichtlichen Machtkämpfe ließen jedoch mit seinem Tod nicht nach, und die politische Instabilität ebnete schließlich den Weg für die Errichtung der Rana-Dynastie, welche von 1846 bis 1951 regierte. Deren Gründer Jang Bahadur Rana war ein Großneffe Bhimsen Thapas.